# Logan Marshall-Green
Logan Marshall-Green (Charleston, Dél-Karolina, 1976. november 1. –) amerikai színész, rendező.

## Élete és pályafutása
A dél-karolinai Charlestonban született. Szülei tanárok voltak. Édesanyja, Lowry Marshall nevelte fel a Rhode Island-i Cranstonban. Van egy Taylor nevű ikertestvére. Mindketten a Barrington High Schoolba jártak az 1990-es évek elején.

## Filmográfia

### Film
| Év   | Magyar cím                | Eredeti cím                           | Szerep                       | Magyar hang     |
| ---- | ------------------------- | ------------------------------------- | ---------------------------- | --------------- |
| 2004 |                           | The Kindness of Strangers (rövidfilm) | Ray                          |                 |
| 2005 | Alkímia                   | Alchemy                               | Martin                       |                 |
| 2005 | A nagy mentőakció         | The Great Raid                        | Paul Colvin hadnagy          |                 |
| 2007 | Csak a szerelem kell      | Across the Universe                   | Paco                         |                 |
| 2009 | Brooklyn mélyén           | Brooklyn's Finest                     | Melvin Panton                | Sörös Miklós    |
| 2010 | Ördög                     | Devil                                 | Anthony Janekowski / Szerelő | Sörös Miklós    |
| 2012 | Prometheus                | Prometheus                            | Charlie Holloway             | Makranczi Zalán |
| 2013 |                           | As I Lay Dying                        | Jewel                        |                 |
| 2013 | A rabló szeme             | Cold Comes the Night                  | Billy                        | Előd Álmos      |
| 2014 | Madame Bovary             | Madame Bovary                         | Andervilliers márki          | Varga Gábor     |
| 2014 |                           | The Sound and the Fury                | Dalton Ames                  |                 |
| 2015 | A meghívás                | The Invitation                        | Will                         |                 |
| 2016 | Snowden                   | Snowden                               | drónpilóta                   |                 |
| 2016 |                           | Black Dog, Red Dog                    | Stephen                      |                 |
| 2017 | Homokvár                  | Sand Castle                           | Harper őrmester              |                 |
| 2017 | Pókember: Hazatérés       | Spider-Man: Homecoming                | Jackson Brice / sokkoló      | Pál András      |
| 2017 | Alien: Covenant           | Alien: Covenant                       | Charlie Holloway             | Makranczi Zalán |
| 2018 | Upgrade – Javított verzió | Upgrade                               | Grey Trace                   | Zámbori Soma    |
| 2019 | Újrakezdés                | Adopt a Highway                       | rendező                      | –               |
| 2021 | Mielőtt mindennek vége    | How It Ends                           | Nate                         | Makranczi Zalán |
| 2021 | Behatolás                 | Intrusion                             | Henry                        | Makranczi Zalán |
| 2022 | Megváltó szerelem         | Redeeming Love                        | Paul                         |                 |
| 2022 | Lou                       | Lou                                   | Philip Dawson                | Makranczi Zalán |
| 2023 |                           | Reverse the Curse                     | Ted                          |                 |
| 2024 | Kézipoggyász              | Carry-On                              | Alcott ügynök                | Makranczi Zalán |

### Televízió
| Év        | Magyar cím                               | Eredeti cím                       | Szerep            | Megjegyzések                                          |
| --------- | ---------------------------------------- | --------------------------------- | ----------------- | ----------------------------------------------------- |
| 2003      | Esküdt ellenségek: Különleges ügyosztály | Law & Order: Special Victims Unit | Mitch Wilkens     | 1 epizód                                              |
| 2004      | Esküdt ellenségek                        | Law & Order                       | Kyle Mellors      | 1 epizód                                              |
| 2005      | 24                                       | 24                                | Richard Heller    | 6 epizód                                              |
| 2005      | A narancsvidék                           | The O.C.                          | Trey Atwood       | 9 epizód                                              |
| 2007      | Traveler – Az utolsó vakáció             | Traveler                          | Tyler Fog         | főszereplő (8 epizód)                                 |
| 2009–2010 | Sötét zsaruk                             | Dark Blue                         | Dean Bendis       | főszereplő (20 epizód)                                |
| 2016      | Préda                                    | Quarry                            | Mac Conway        | - főszereplő - magyar hangja:[forrás?] - Sarádi Zsolt |
| 2017–2018 | Kárhozat                                 | Damnation                         | Creeley Turner    | főszereplő (10 epizód)                                |
| 2019      | A Central parki ötök                     | When They See Us                  | Roberts           | 1 epizód                                              |
| 2020      | A legyőzött                              | The Defeated                      | Moritz McLaughlin | főszereplő (8 epizód)                                 |
| 2021-2022 | Végtelen égbolt                          | Big Sky                           | Travis Stone      | főszereplő (2. évad)                                  |

## Fordítás
- Ez a szócikk részben vagy egészben  a   Logan Marshall-Green című angol Wikipédia-szócikk ezen változatának fordításán alapul.  Az eredeti cikk szerkesztőit annak laptörténete sorolja fel. Ez a jelzés csupán a megfogalmazás eredetét és a szerzői jogokat jelzi, nem szolgál a cikkben szereplő információk forrásmegjelöléseként.